# Tours-en-Vimeu
Pour les articles homonymes, voir Tours (homonymie).

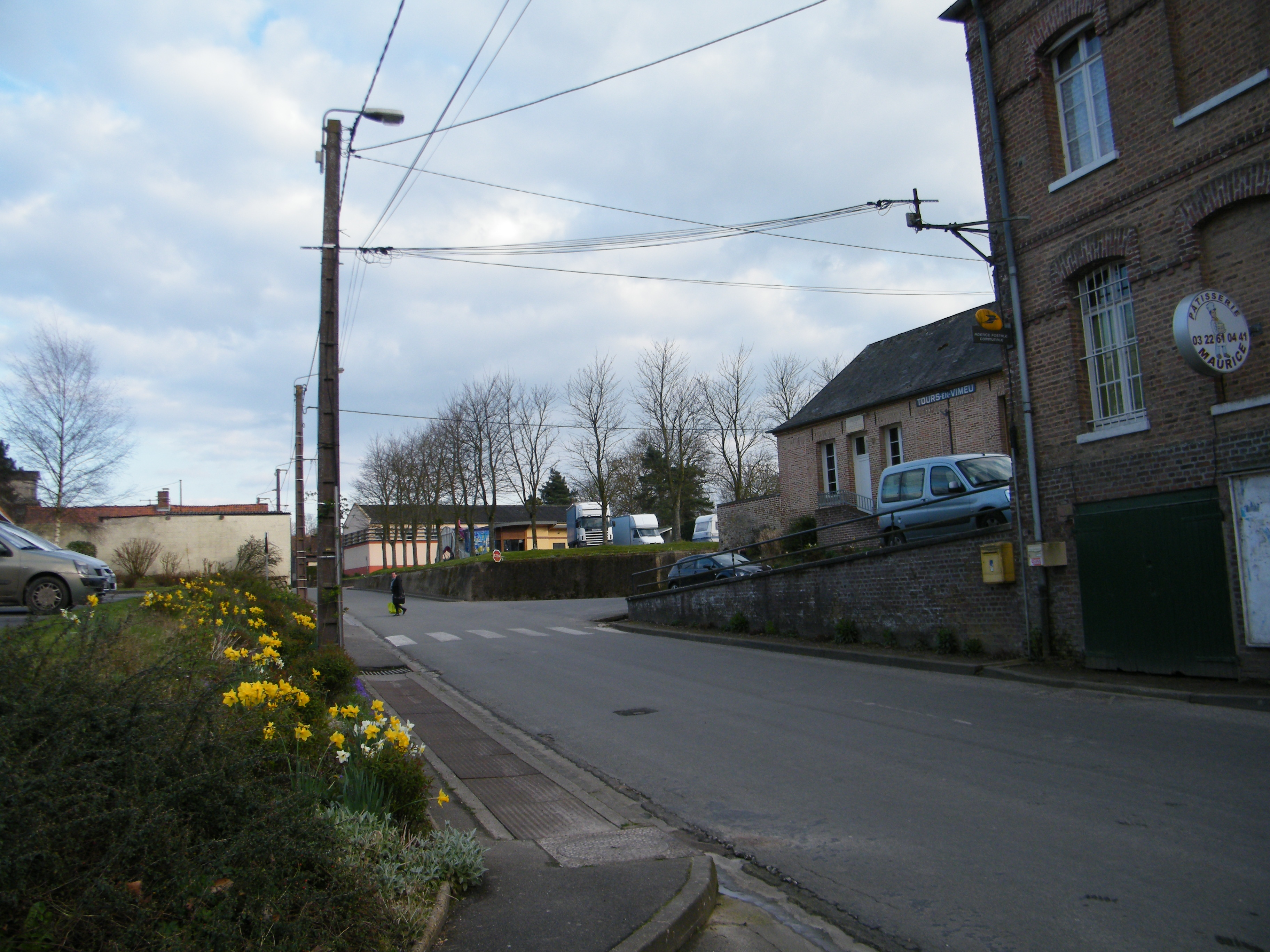
Paysage de la commune.

Tours-en-Vimeu [tuʁs ɑ̃ vimø] est une commune française située dans le département de la Somme, en région Hauts-de-France.
Depuis juillet 2020, la commune fait partie du parc naturel régional Baie de Somme - Picardie maritime.

## Géographie

### Localisation
Tours-en-Vimeu est un village picard du Vimeu.
À vol d'oiseau, la commune est située à 6 km au sud-est de Feuquières-en-Vimeu, 14 km au sud-ouest d'Abbeville, 19 km à l'est d'Eu-le-Tréport et à 47 km au nord-ouest d'Amiens.
Le territoire de la commune est limitrophe de ceux de huit communes.
Les communes limitrophes sont Acheux-en-Vimeu, Aigneville, Ercourt, Grébault-Mesnil, Maisnières, Martainneville, Tœufles et Vismes.

### Hydrographie

#### Réseau hydrographique
La commune est traversée par la ligne de partage des eaux entre les bassins hydrographiques Artois-Picardie et Seine-Normandie. Elle est drainée par le Tœufles.

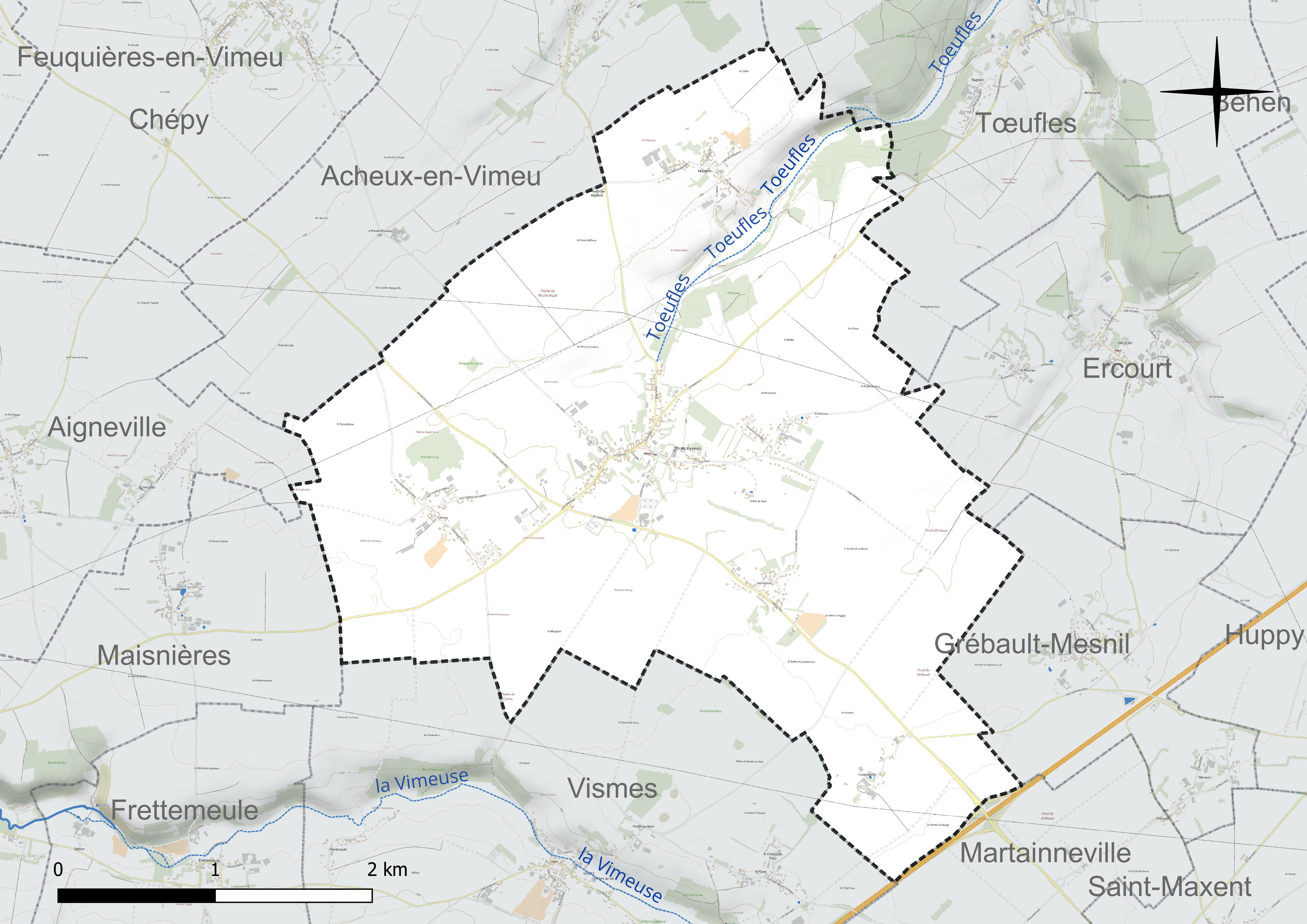
Réseau hydrographique de Tours-en-Vimeu.

#### Gestion et qualité des eaux
Le territoire communal est couvert par le schéma d'aménagement et de gestion des eaux (SAGE) « Somme aval et Cours d'eau côtiers ». Ce document de planification concerne un territoire de 1 835 km2 de superficie, délimité par le bassin versant de la Somme canalisée. Le périmètre a été arrêté le 29 avril 2010 et le SAGE proprement dit a été approuvé le 6 août 2019. La structure porteuse de l'élaboration et de la mise en œuvre est le syndicat mixte d'aménagement hydraulique du bassin versant de la Somme (AMEVA).
La qualité des cours d'eau peut être consultée sur un site dédié géré par les agences de l'eau et l'Agence française pour la biodiversité.

### Climat
Pour des articles plus généraux, voir Climat des Hauts-de-France et Climat de la Somme.
En 2010, le climat de la commune est de type climat océanique franc, selon une étude du CNRS s'appuyant sur une série de données couvrant la période 1971-2000. En 2020, Météo-France publie une typologie des climats de la France métropolitaine dans laquelle la commune est exposée à un climat océanique et est dans la région climatique Côtes de la Manche orientale, caractérisée par un faible ensoleillement (1 550 h/an) ; forte humidité de l'air (plus de 20 h/jour avec humidité relative > 80 % en hiver), vents forts fréquents.
Pour la période 1971-2000, la température annuelle moyenne est de 10,2 °C, avec une amplitude thermique annuelle de 13,3 °C. Le cumul annuel moyen de précipitations est de 859 mm, avec 12,8 jours de précipitations en janvier et 8,4 jours en juillet. Pour la période 1991-2020, la température moyenne annuelle observée sur la station météorologique la plus proche, située sur la commune d'Oisemont à 11 km à vol d'oiseau, est de 11,1 °C et le cumul annuel moyen de précipitations est de 801,4 mm,. Pour l'avenir, les paramètres climatiques de la commune estimés pour 2050 selon différents scénarios d'émission de gaz à effet de serre sont consultables sur un site dédié publié par Météo-France en novembre 2022.

## Urbanisme

### Typologie
Au 1er janvier 2024, Tours-en-Vimeu est catégorisée commune rurale à habitat dispersé, selon la nouvelle grille communale de densité à sept niveaux définie par l'Insee en 2022.
Elle est située hors unité urbaine. Par ailleurs la commune fait partie de l'aire d'attraction d'Abbeville, dont elle est une commune de la couronne,. Cette aire, qui regroupe 73 communes, est catégorisée dans les aires de 50 000 à moins de 200 000 habitants,.

### Occupation des sols
L'occupation des sols de la commune, telle qu'elle ressort de la base de données européenne d'occupation biophysique des sols Corine Land Cover (CLC), est marquée par l'importance des territoires agricoles (94,5 % en 2018), une proportion sensiblement équivalente à celle de 1990 (94,8 %). La répartition détaillée en 2018 est la suivante : 
terres arables (71,5 %), prairies (14,6 %), zones agricoles hétérogènes (8,4 %), zones urbanisées (4,8 %), forêts (0,7 %). L'évolution de l'occupation des sols de la commune et de ses infrastructures peut être observée sur les différentes représentations cartographiques du territoire : la carte de Cassini (XVIIIe siècle), la carte d'état-major (1820-1866) et les cartes ou photos aériennes de l'IGN pour la période actuelle (1950 à aujourd'hui).

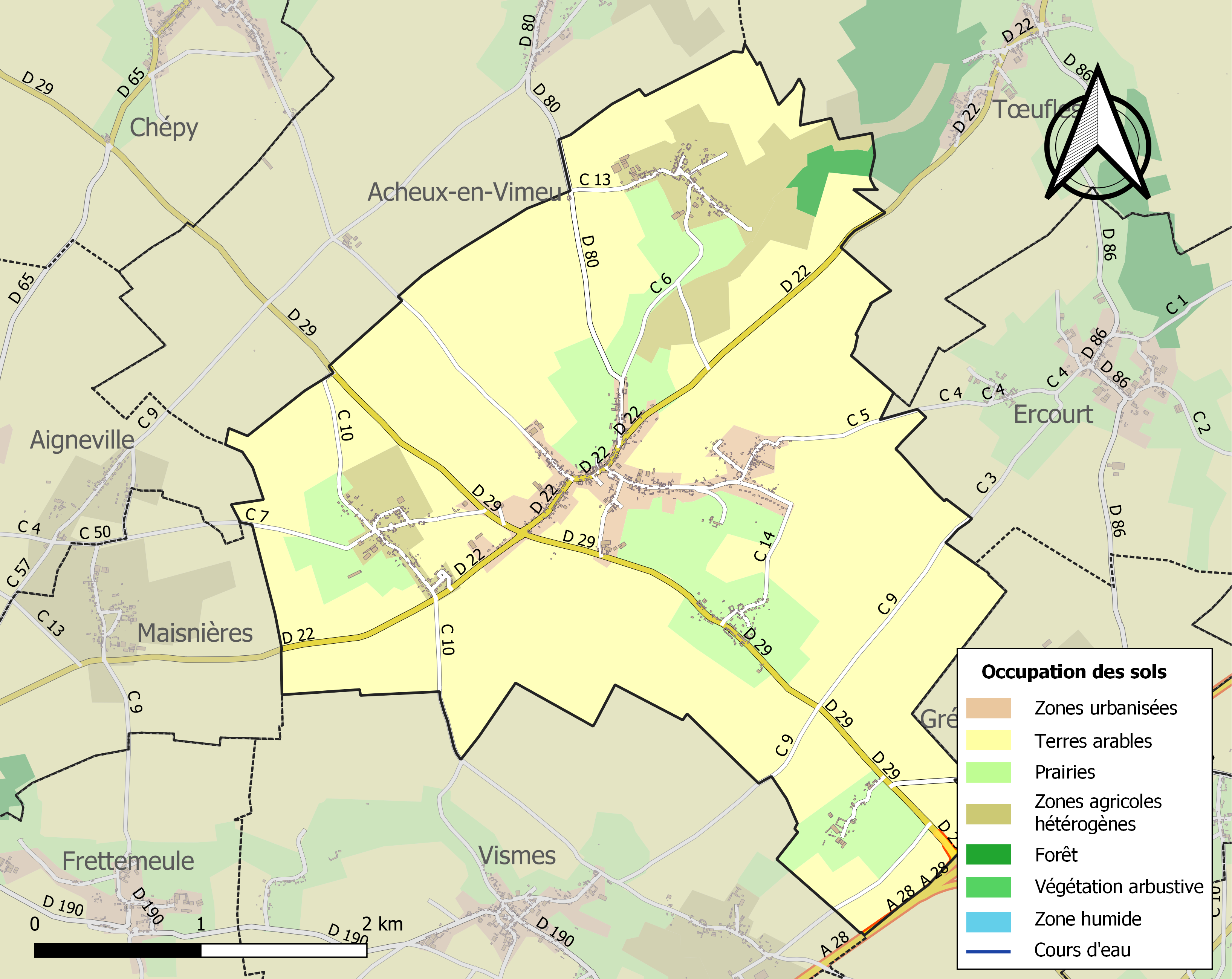
Carte des infrastructures et de l'occupation des sols de la commune en 2018 (CLC).

### Lieux-dits, hameaux et écarts
La commune  comporte quatre hameaux :
- Corroy au développement important depuis quelques dizaines d'années ;
- Houdent ;
- Longuemort ;
- Hamicourt.

### Habitat et logement
En 2018, le nombre total de logements dans la commune était de 391, alors qu'il était de 387 en 2013 et de 375 en 2008.
Parmi ces logements, 84,6 % étaient des résidences principales, 6,2 % des résidences secondaires et 9,2 % des logements vacants. Ces logements étaient pour 99 % d'entre eux des maisons individuelles et pour 1 % des appartements.
Le tableau ci-dessous présente la typologie des logements à Tours-en-Vimeu en 2018 en comparaison avec celle de la Somme et de la France entière. Une caractéristique marquante du parc de logements est ainsi une proportion de résidences secondaires et logements occasionnels (6,2 %) inférieure à celle du département (8,3 %) et  à celle de la France entière (9,7 %). Concernant le statut d'occupation de ces logements, 85,1 % des habitants de la commune sont propriétaires de leur logement (85 % en 2013), contre 60,3 % pour la Somme et 57,5 % pour la France entière.
| Typologie                                               | Tours-en-Vimeu | Somme | France entière |
| ------------------------------------------------------- | -------------- | ----- | -------------- |
| Résidences principales (en %)                           | 84,6           | 83,3  | 82,1           |
| Résidences secondaires et logements occasionnels (en %) | 6,2            | 8,3   | 9,7            |
| Logements vacants (en %)                                | 9,2            | 8,4   | 8,2            |

### Voies de communication et transports
En 2019, la localité est desservie par la ligne d'autocars no 3 (Gamaches - Woincourt - Abbeville) du réseau Trans'80, Hauts-de-France, chaque jour de la semaine sauf le dimanche et les jours fériés et la ligne no 21 (Vismes - Abbeville), les jours du marché d'Abbeville, le samedi et le mercredi.

## Toponymie
Le nom de la localité est attesté sous les formes Turis (1136) ; de Turs (1138) ; Tors (1206) ; Tours (1301.) ; Tours en Vimeu (XIIIe siècle) ; Tours en Vymeu (1492) ; Cours en Vimeux (1638) ; Tour-en-Vimeu (1778) ; Tours-en-Vimeux (1840).

Le nom de Tours-en-Vimeu dériverait du latin « Turma » (escadron) : lieu probable du cantonnement d'un corps d'auxiliaires à l'époque romaine.

Le Vimeu est une région naturelle de France, située dans l'ouest de la Picardie et délimitée par deux vallées, celle de la Bresle au sud  et celle de la Somme au nord.
Corroy est attesté sous les formes Cora (696) ; Colretum (1108) ; Cauroy (1121) ; Coldreium (1140) ; Colreium (1176) ; Caurroy (1205) ; Cauvroy (1657) ; Le Canoroy (1657).
 Un roi aurait été inhumé en cet endroit d'où le nom de Corpus régis, « corps du roi », devenu Corroy.

## Histoire

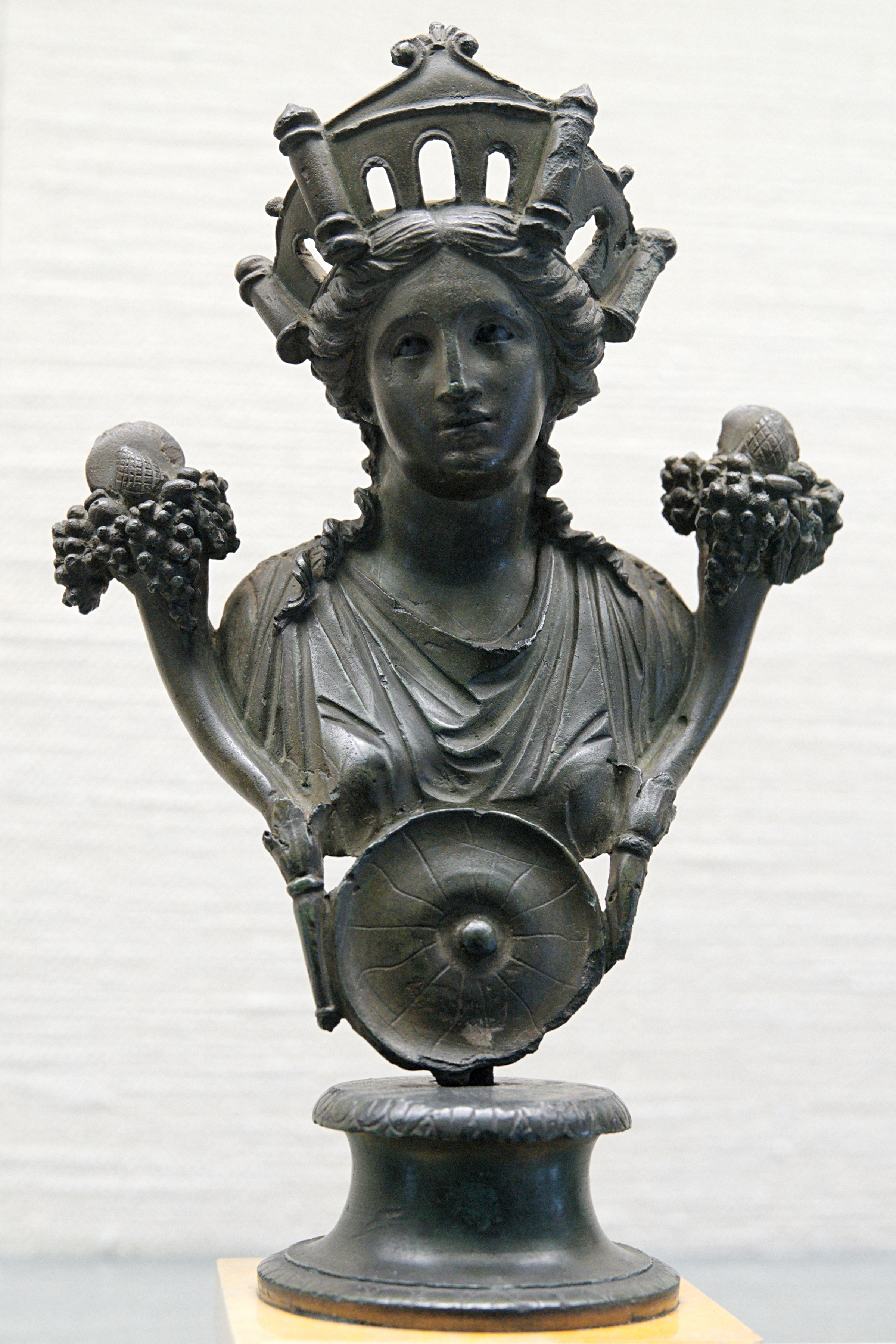
Buste de Cybèle trouvé en 1754 à Tours-en-Vimeu.

Vers 1754, un buste de Cybèle en bronze est découvert à Tours en Vimeu dans le parc du château de madame de Frières. La statue entre dans la collection du comte de Caylus  qui la prenant pour une statue d'Isis la commente dans son tome V d'un Recueil des Antiquités Égyptiennes (1762). À la mort du comte, le buste fut offert au Cabinet des médailles de la BnF de Paris où il est toujours conservé.
En 1853, la Société des antiquaires de Picardie délègue trois de ses membres, messieurs Bouthors, Dufour et Magdelaine pour observer le site, une petite élévation de terre couverte de gravats et de végétation, au château de Tours. Le rapport de monsieur Magdelaine sur le résultat des fouilles opérées par les soins de madame la comtesse de Frières fait état de plusieurs trouvailles. Les trois archéologues amateurs ont repéré un premier quadrilatère de 18 mètres sur 11 correspondant au stylobate d'un fanum (temple romain) et à l'intérieur de ce quadrilatère un autre rectangle inscrit à environ 2 mètres 70 du premier. Ce rectangle correspond à la cella du petit temple.  Les experts décrivent des fragments de poterie gallo-romaine, une médaille romaine en bronze peu lisible, des briques à rebord en terre jaunâtre (30 cm × 40 cm), des dalles circulaires minces en grès siliceux et de la faïence blanche.
Les cultes à mystère étaient fort appréciés dans l'empire romain et il n'est pas très étonnant de retrouver à Tours le buste d'une déesse phrygienne ayant initié Dyonysos à ses mystères. Le culte à Cybèle était associé chez les Gallo-romains à celui de Cérès et à des fêtes correspondant à des jeux du printemps.
À Corroy, dans un bois, deux monticules antiques suggèrent un château féodal.
Au cours de la Seconde Guerre mondiale, un site de lancement de V1 est bombardé par les alliés.

## Politique et administration

### Rattachements administratifs et électoraux
Rattachements administratifs
La commune se trouve dans l'arrondissement d'Abbeville du département de la Somme.
Elle faisait partie depuis 1801 du canton de Moyenneville. Dans le cadre du redécoupage cantonal de 2014 en France, cette circonscription administrative territoriale a disparu, et le canton n'est plus qu'une circonscription électorale.
Rattachements électoraux
Pour les élections départementales, la commune fait partie depuis 2014 du canton d'Abbeville-2
Pour l'élection des députés, elle fait partie de la troisième circonscription de la Somme.

### Intercommunalité
Tours-en-Vimeu était membre de la petite communauté de communes du Vimeu Vert, un établissement public de coopération intercommunale (EPCI) à fiscalité propre créé en 1995 et auquel la commune avait  transféré un certain nombre de ses compétences, dans les conditions déterminées par le code général des collectivités territoriales.
Dans le cadre des dispositions de la loi portant nouvelle organisation territoriale de la République du 7 août 2015, qui prévoit que les établissements publics de coopération intercommunale (EPCI) à fiscalité propre doivent avoir un minimum de 15 000 habitants, cette intercommunalité a fusionné avec la communauté de communes du Vimeu Industriel pour former, le 1er janvier 2017, la communauté de communes du Vimeu, dont est désormais membre la commune.

### Liste des maires
| Période          | Période                    | Identité                            | Étiquette | Qualité                                                                             |
| ---------------- | -------------------------- | ----------------------------------- | --------- | ----------------------------------------------------------------------------------- |
| 1793             | 1794                       | Nicolas Fauvel                      |           |                                                                                     |
| 1794             | 1795                       | Adrien Cuvillier                    |           |                                                                                     |
| 1795             | 1798                       | Jacques Godquin                     |           |                                                                                     |
| 1798             | 1er octobre 1815           | Pierre Armand Fauvel                |           |                                                                                     |
| 1er octobre 1815 | 29 juin 1825               | Jean-Baptiste Antoine Joseph Danzel |           | chevalier de Boismont                                                               |
| 25 août 1825     | 25 juillet 1852            | Pierre Alexandre Delattre           |           |                                                                                     |
| 1852             | 1870                       | Gustave Édouard Danzel              |           | chevalier de Boismont                                                               |
| 1870             | 1884                       | Augustin Pion                       |           |                                                                                     |
| 1884             | 1894                       | Élie Cuvillier                      |           |                                                                                     |
| 1894             | 1908                       | Augustin Pion                       |           |                                                                                     |
| 1908             | 1910                       | Émile Blondel                       |           |                                                                                     |
| 1910             | 1925                       | Albert Boinet                       |           |                                                                                     |
| 1925             | 1940                       | Alphonse Morel                      |           |                                                                                     |
| 1940             | 1944                       | Célestin Bos                        |           |                                                                                     |
| 1944             | 1945                       | Édouard Delozière                   | SFIO      | Constructeur de machines agricoles Conseiller municipal depuis 1925                 |
| 1945             | 1947                       | Ernest Boclet                       |           |                                                                                     |
| 1947             | 1959                       | Édouard Delozière,                  | SFIO      | Constructeur de machines agricoles Conseiller général de Moyenneville (1945 → 1961) |
| 1959             | 1977                       | Marcel Boileau                      |           |                                                                                     |
| 1977             | mars 2008                  | Marceau Coeuilte                    | PS        |                                                                                     |
| mars 2008        | En cours (au 14 juin 2023) | Olivier Blondel                     |           | Vice-président de la CC du Vimeu (2017 → ) Réélu pour le mandat 2020-2026           |

### Distinctions et labels
Au dévoilement du palmarès régional des villes et villages fleuris, le 5 novembre 2015, le village obtient une deuxième fleur pour ses efforts en matière d'environnement.

## Équipements et services publics

### Enseignement
Les communes de Saint-Maxent, Tours-en-Vimeu et Grébault-Mesnil sont associées au sein d'un regroupement pédagogique intercommunal pour la gestion de leurs écoles primaires.
Pour l'année scolaire 2016-2017, l'école élémentaire et maternelle compte 93 élèves. Elle est située en zone B pour les vacances scolaires, dans l'académie d'Amiens.
En 2024 et 2025, les écoliers du regroupement remportent le titre de champion des Olympiades du pôle échecs de la communauté de communes du Vimeu (928 élèves en 2025).
À la rentrée scolaire 2025, l'école de Martainneville rejoint le regroupement pédagogique formé par Saint-Maxent, Tours et Grébaultmesnil. Une classe est maintenue dans le village de Martainneville.

### Postes et télécommunications
En 2020, Tours-en-Vimeu dispose d'une agence postale communale.

## Population et société

### Démographie
L'évolution du nombre d'habitants est connue à travers les recensements de la population effectués dans la commune depuis 1793. Pour les communes de moins de 10 000 habitants, une enquête de recensement portant sur toute la population est réalisée tous les cinq ans, les populations de référence des années intermédiaires étant quant à elles estimées par interpolation ou extrapolation. Pour la commune, le premier recensement exhaustif entrant dans le cadre du nouveau dispositif a été réalisé en 2007.

En 2022, la commune comptait 805 habitants, en évolution de −3,59 % par rapport à 2016 (Somme : −1,26 %, France hors Mayotte : +2,11 %).
| 1793 | 1800  | 1806  | 1821  | 1831  | 1836  | 1841  | 1846  | 1851  |
| ---- | ----- | ----- | ----- | ----- | ----- | ----- | ----- | ----- |
| 906  | 1 004 | 1 071 | 1 075 | 1 158 | 1 164 | 1 185 | 1 129 | 1 168 |

| 1856  | 1861  | 1866  | 1872  | 1876  | 1881  | 1886  | 1891  | 1896  |
| ----- | ----- | ----- | ----- | ----- | ----- | ----- | ----- | ----- |
| 1 186 | 1 180 | 1 200 | 1 112 | 1 125 | 1 064 | 1 079 | 1 025 | 1 070 |

| 1901  | 1906 | 1911 | 1921 | 1926 | 1931 | 1936 | 1946 | 1954 |
| ----- | ---- | ---- | ---- | ---- | ---- | ---- | ---- | ---- |
| 1 036 | 991  | 963  | 896  | 866  | 841  | 830  | 801  | 753  |

| 1962 | 1968 | 1975 | 1982 | 1990 | 1999 | 2006 | 2007 | 2012 |
| ---- | ---- | ---- | ---- | ---- | ---- | ---- | ---- | ---- |
| 692  | 660  | 594  | 622  | 736  | 722  | 850  | 869  | 872  |

| 2017 | 2022 | - | - | - | - | - | - | - |
| ---- | ---- | - | - | - | - | - | - | - |
| 818  | 805  | - | - | - | - | - | - | - |

### Sports et loisirs
Le village a hébergé un club de football qui n'existe plus : le SC Tours-en-Vimeu. Il jouait ses matchs au stade Édouard-Delozière. Aujourd'hui, le stade de football est toujours en l'état mais sans équipe.
Le jeu de l'assiette est pratiqué à Tours-en-Vimeu, notamment contre les villages voisins comme Béhen, Valines ou encore Friville-Escarbotin.

## Culture locale et patrimoine

### Lieux et monuments
- Église Saint-Maxent, du XVIIe siècle.
- Chapelle avec clocher à campenard à Longuemort. Dès 1282, les seigneurs locaux, Jehan et Philippe de Longuemort la dotent de revenus. Elle est reconstruite après la Révolution, vers 1860, par Auguste Danzel de Boismont. À nouveau reconstruite en 1923 pour le culte local[43],[44].

- Chapelle de l'Ecce Homo, devant une chapelle plus grande, à Longuemort, près du CD 929, des pèlerinages y étaient autrefois destinés à aider les enfants qui tardaient à marcher ou frappés de fièvres[21],[43].
- Oratoire à la Vierge, de plan carré et couvert d'ardoises. Restauré en 1976[43].

Patrimoine religieux
Le clocher de l'église.
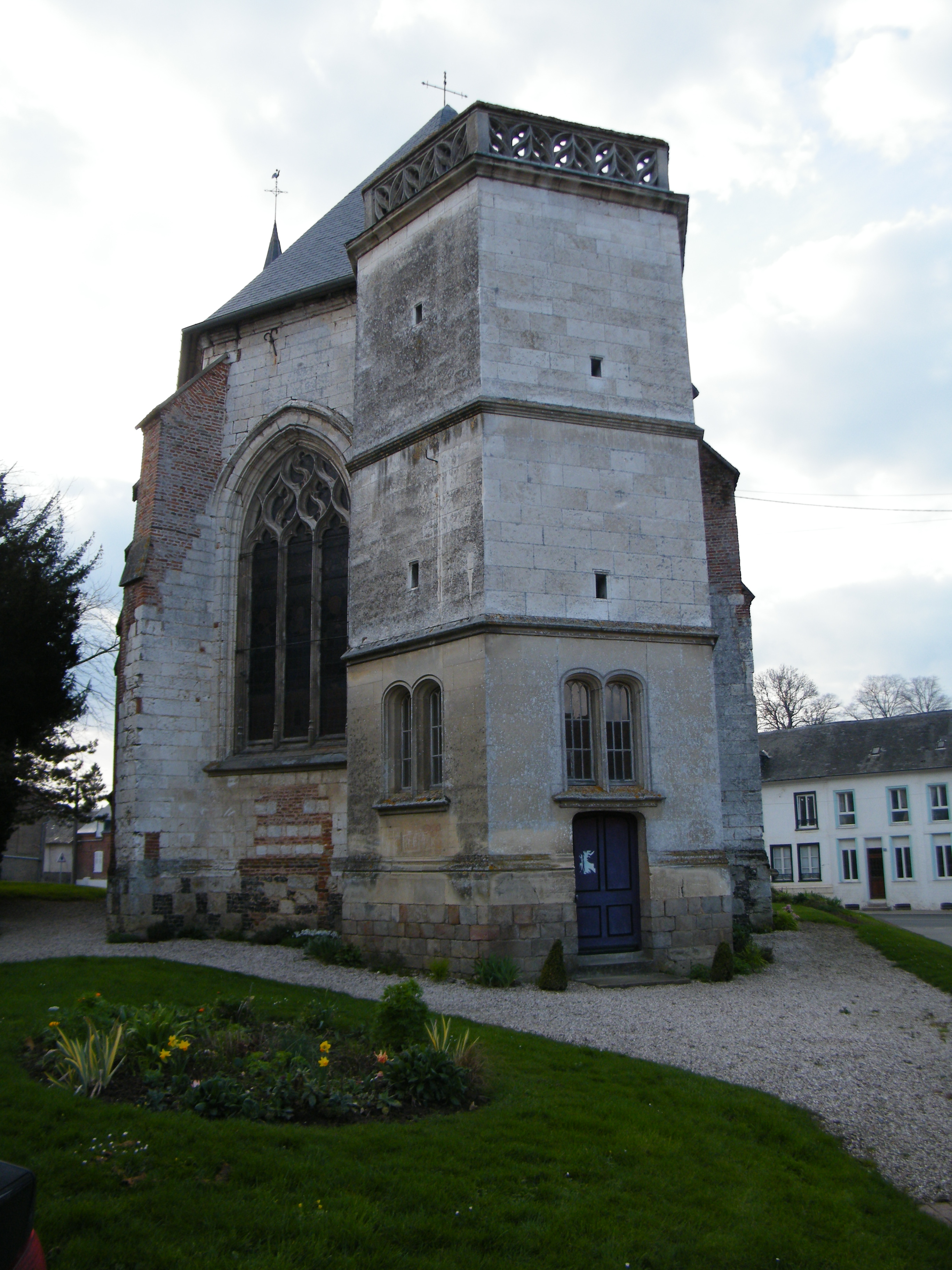
Le chevet de l'église.
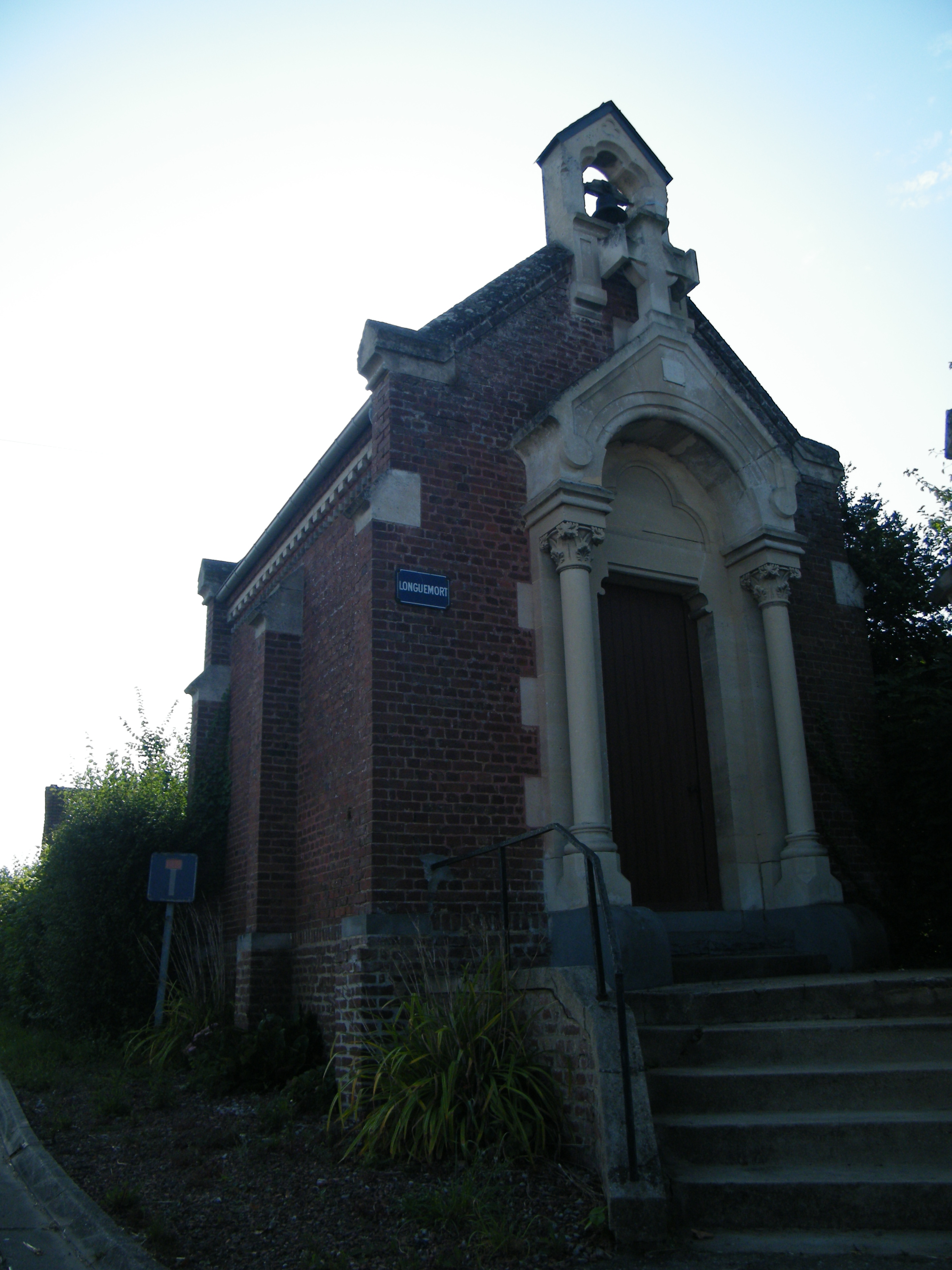
Chapelle de Longuemort.
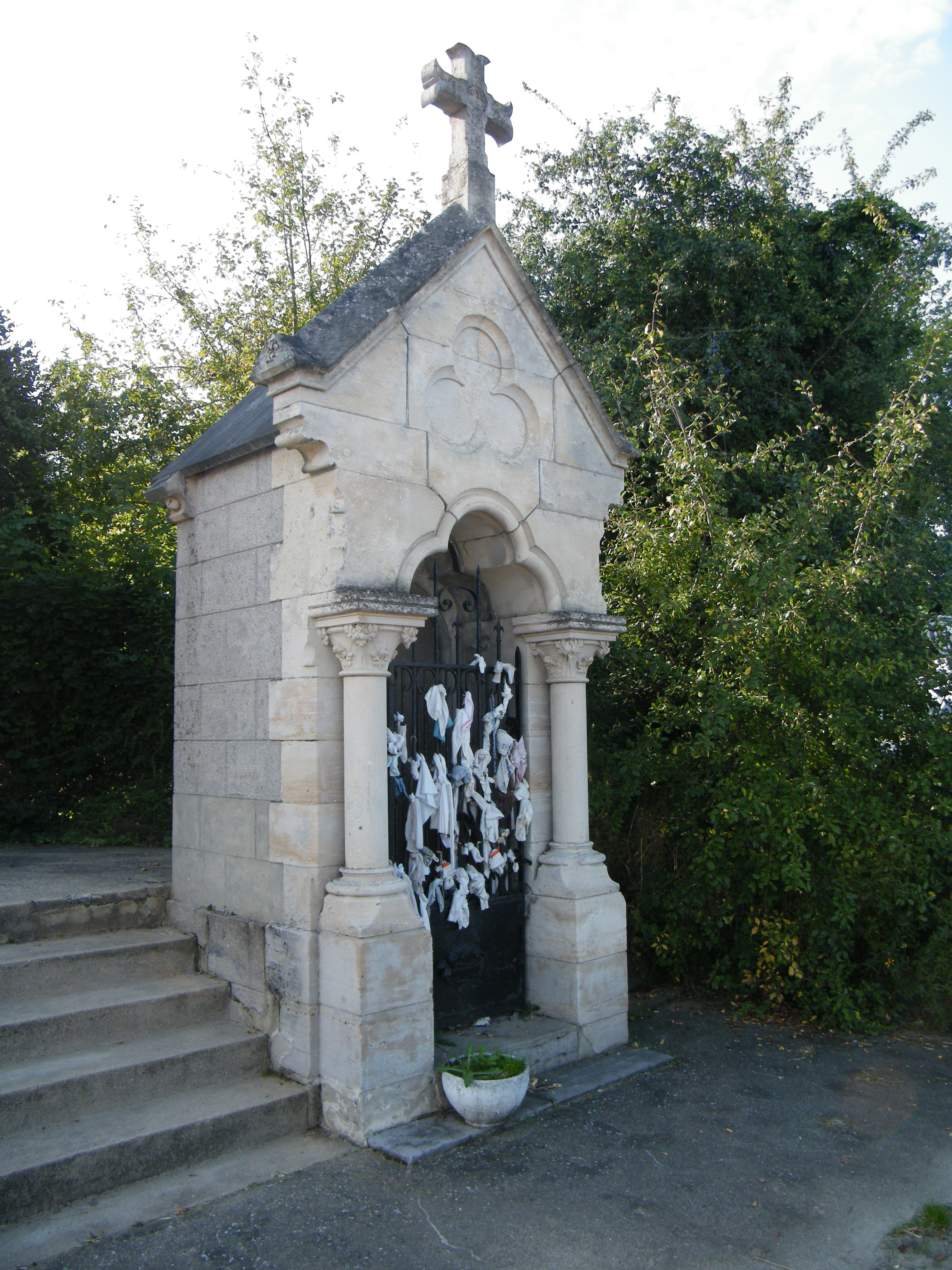
Chapelle de l'Ecce Homo à Longuemort.
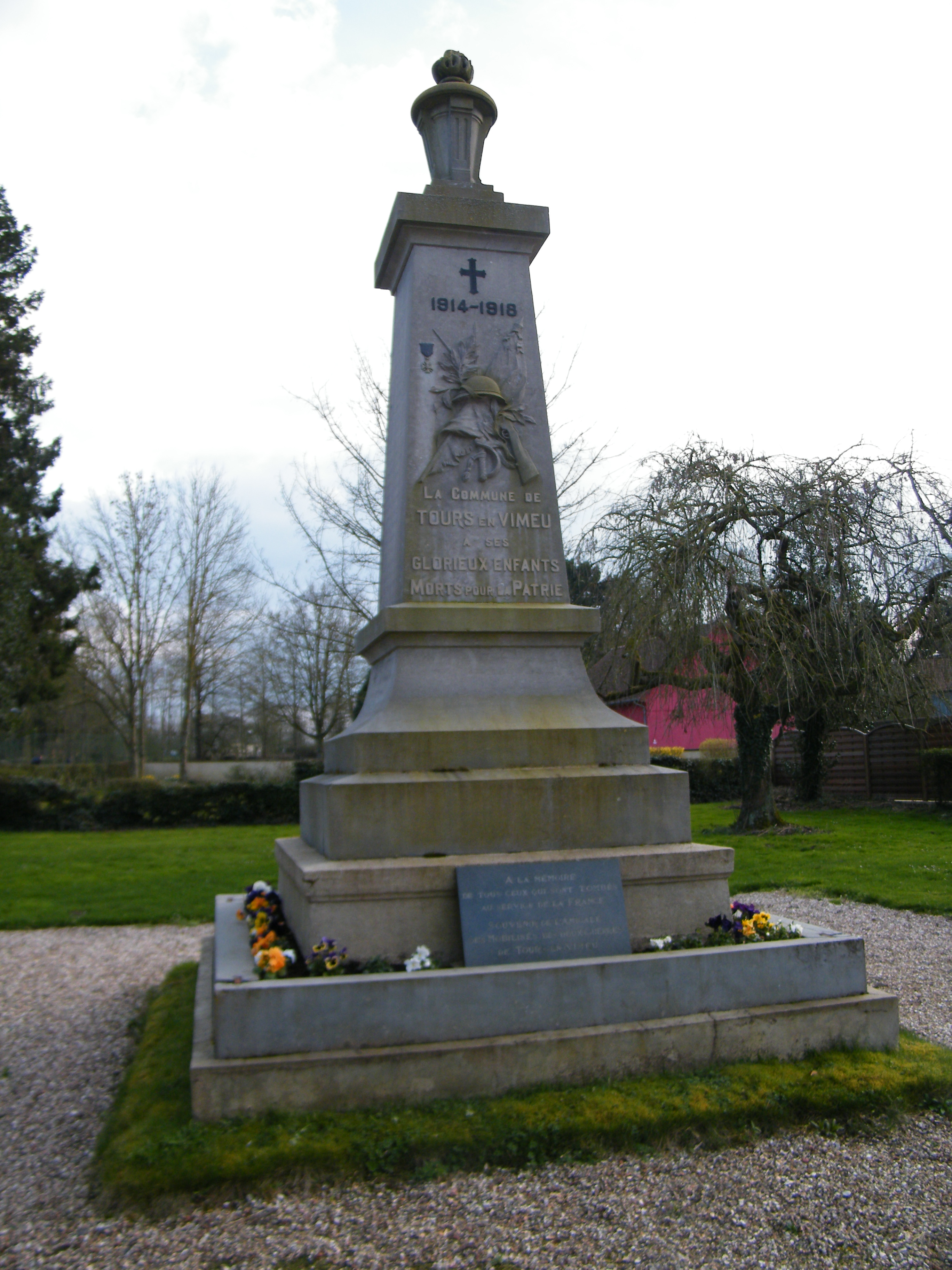
Le monument aux morts pour la patrie.
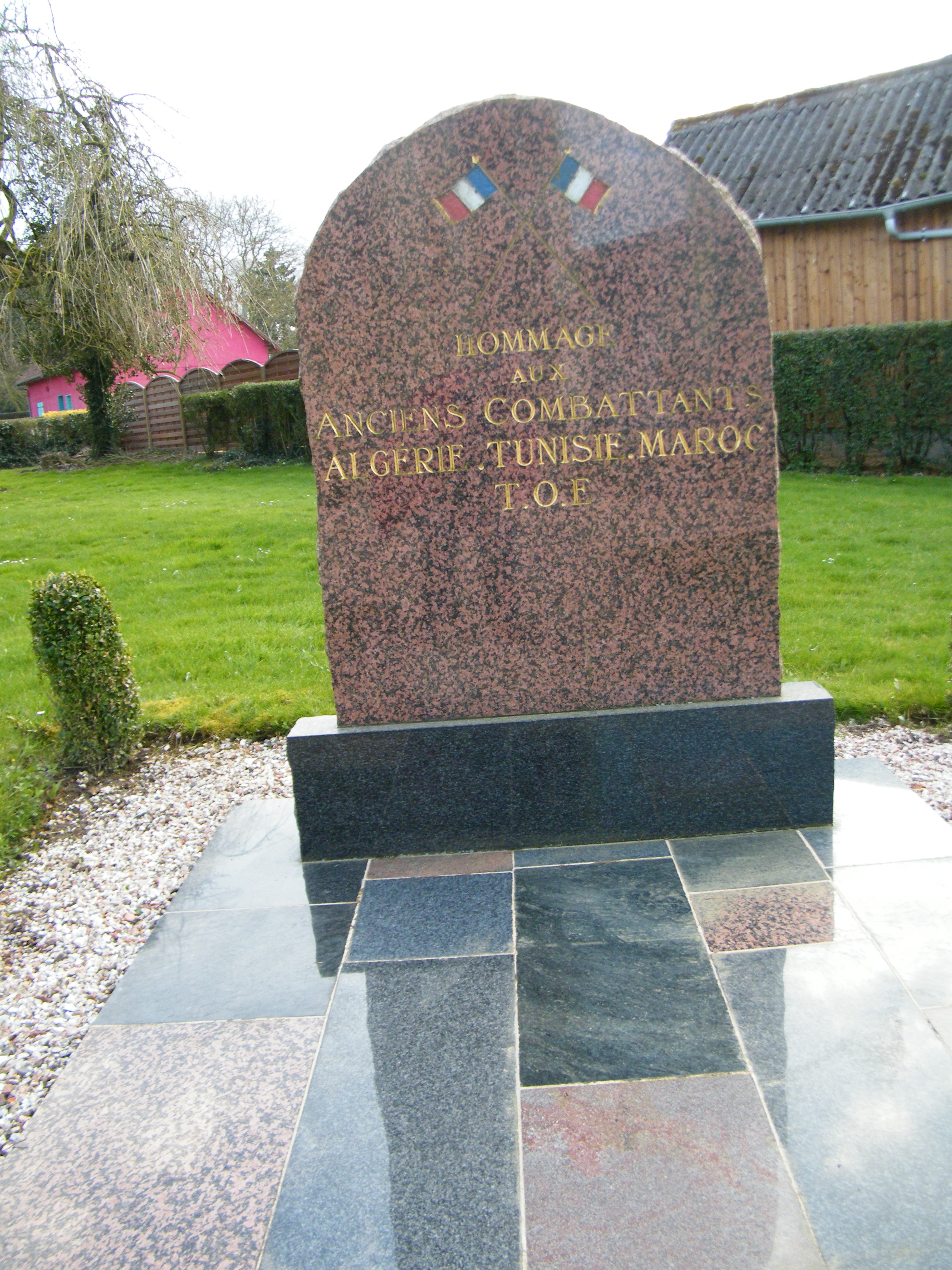
Stèle commémora- tive CATM.
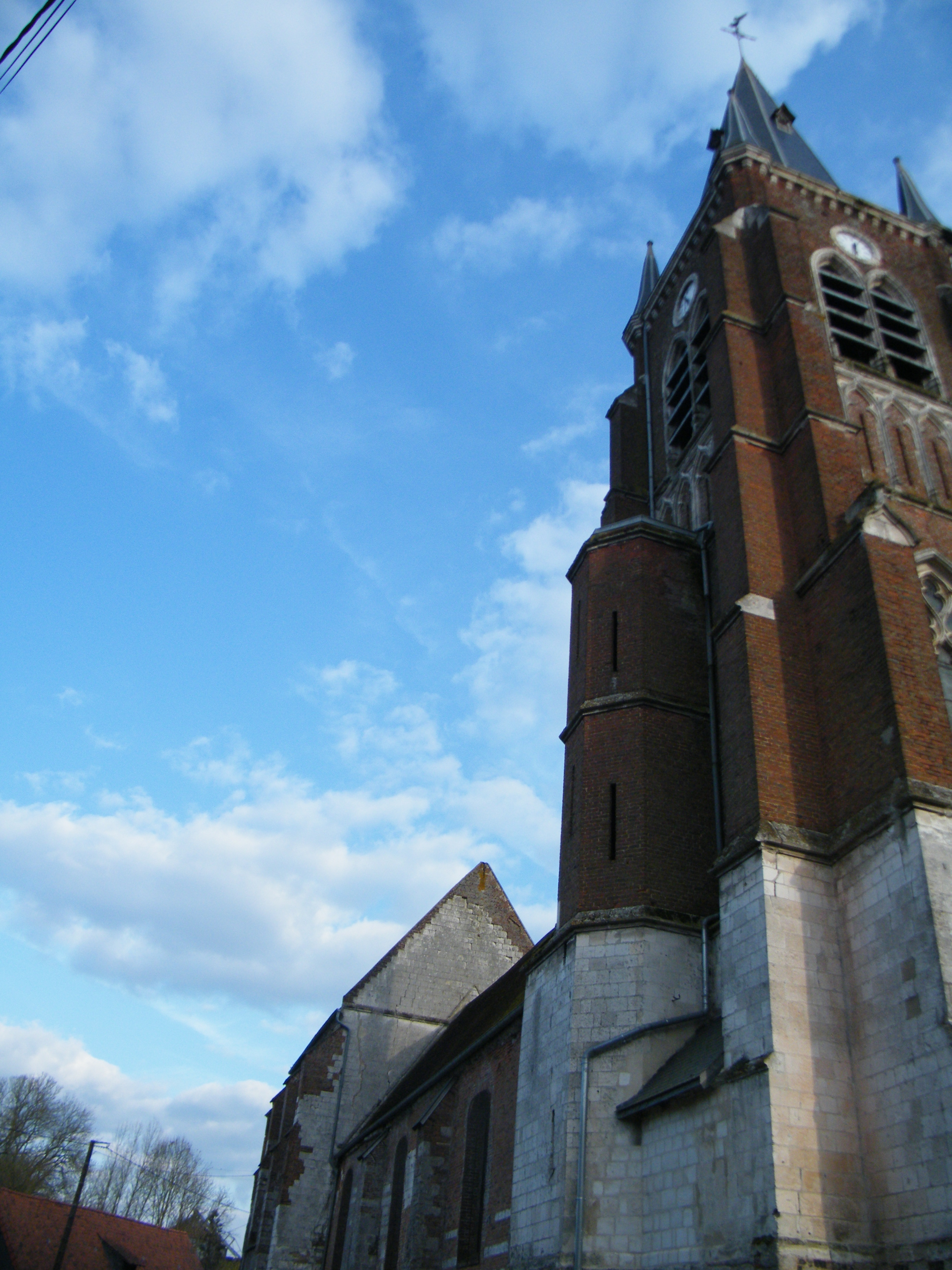
Autre vue de l'église.

### Personnalités liées à la commune
- À Tours serait né Raoul de Houdenc (1165-1230), auteur du Songe d'Enfer, une histoire au thème similaire à celui utilisé plus tard par Dante Alighieri. La naissance picarde du trouvère est discutée aujourd'hui par les biographes de Raoul mais l'argument donné par les revues savantes du XIXe siècle est la découverte d'un document datant de 1752 ou le prêtre de Tours mentionne un obit en la mémoire de « Raoul de Houdenc, gentil conteur »[45].
- En 1271, le seigneur de Cauroy est un des cinq pairs du comté de Ponthieu[46].
- Le premier seigneur connu en 1325 aida Isabelle de France dans sa tentative de renversement de son mari Édouard II, roi d'Angleterre, au profit de son fils, futur Édouard III[21].
- Tours est par ailleurs clairement la patrie de Hugues Quiéret, seigneur du village, sénéchal de Beaucaire et de Nîmes et surtout amiral de France[47]. Il réorganisa la flotte de Philippe VI et créa divers arsenaux dont le fameux Clos des galées à Rouen. Pendant la guerre de Cent Ans il combattit à la bataille d'Armenuiden en 1338 aux Pays Bas. Il commande la flotte française à la bataille de L'Écluse mais est pris par les Anglais qui ne lui pardonnent pas sa cruauté vis-à-vis des prisonniers à Armenuiden et le décapitent.
- Hugues Quiéret dit « Hutin » trouve la mort à la bataille d'Azincourt en 1415[48].
- Alexandre de Maïoc, seigneur d'Esmailleville, de Cauroy et de Tours demeure au château de Tours en 1690[49],[50].
- En 1699, Henri du Maisniel était seigneur de Longuemort et y habitait. Avec Hamicourt, Longuemort a ensuite appartenu à la famille Danzel de Boismont[21].

### Héraldique
| Blason de Tours-en-Vimeu | Blason  | D'hermine à trois fleurs de lis au pied nourri de gueules. |
| Blason de Tours-en-Vimeu | Détails | Le statut officiel du blason reste à déterminer.           |